# Lac des Écorces
Lac des Écorces är en sjö i Kanada.   Den ligger i regionen Laurentides och provinsen Québec, i den sydöstra delen av landet, 130 km norr om huvudstaden Ottawa. Lac des Écorces ligger 228 meter över havet.
I omgivningarna runt Lac des Écorces växer i huvudsak blandskog. Runt Lac des Écorces är det mycket glesbefolkat, med 2 invånare per kvadratkilometer.